# Uncasville
Uncasville é uma área na cidade de Montville, Connecticut, Estados Unidos. É uma vila no sudeste de Montville, na foz do Oxoboxo River. O nome agora é aplicado de forma mais geral para todo o extremo leste de Montville, que é a área servida pelo CEP de Uncasville.
Em 1994, o governo federal reconheceu oficialmente a tribo indígena Mohegan, de Connecticut, já que tinham ocupado esta área durante a história. Naquele ano, o Congresso aprovou a Mohegan Nation (Connecticut) Land Claim Settlement Act. Autorizou os Estados Unidos a ter terra em confiança no nordeste de Montville para o uso da tribo Mohegan como uma reserva. Depois que ganharam a reserva, em 1996, a tribo desenvolveu o Mohegan Sun casino resort. Eles também construíram o Mohegan Sun Arena em suas terras. O povo Mohegan são nativos americanos e são das famílias algonquinas.